# مرکز میراث هوایی استرالیا
مرکز میراث هوایی استرالیا هواپیماها و موتورهای هواپیمایی را در قلمرو شمالی (استرالیا) و به طور کلی در استرالیا به نمایش می‌گذارد.

## تاریخچه
خاستگاه این مرکز می‌تواند سال ۱۹۷۶ باشد، زمانی که گروهی از علاقه‌مندان پس از نابودی توفند تریسی تلاش‌های خود را برای حفظ آثار هوایی شروع کردند. موزه فعلی در سال ۱۹۹۰ گشایش یافت.

## جلوه‌ها

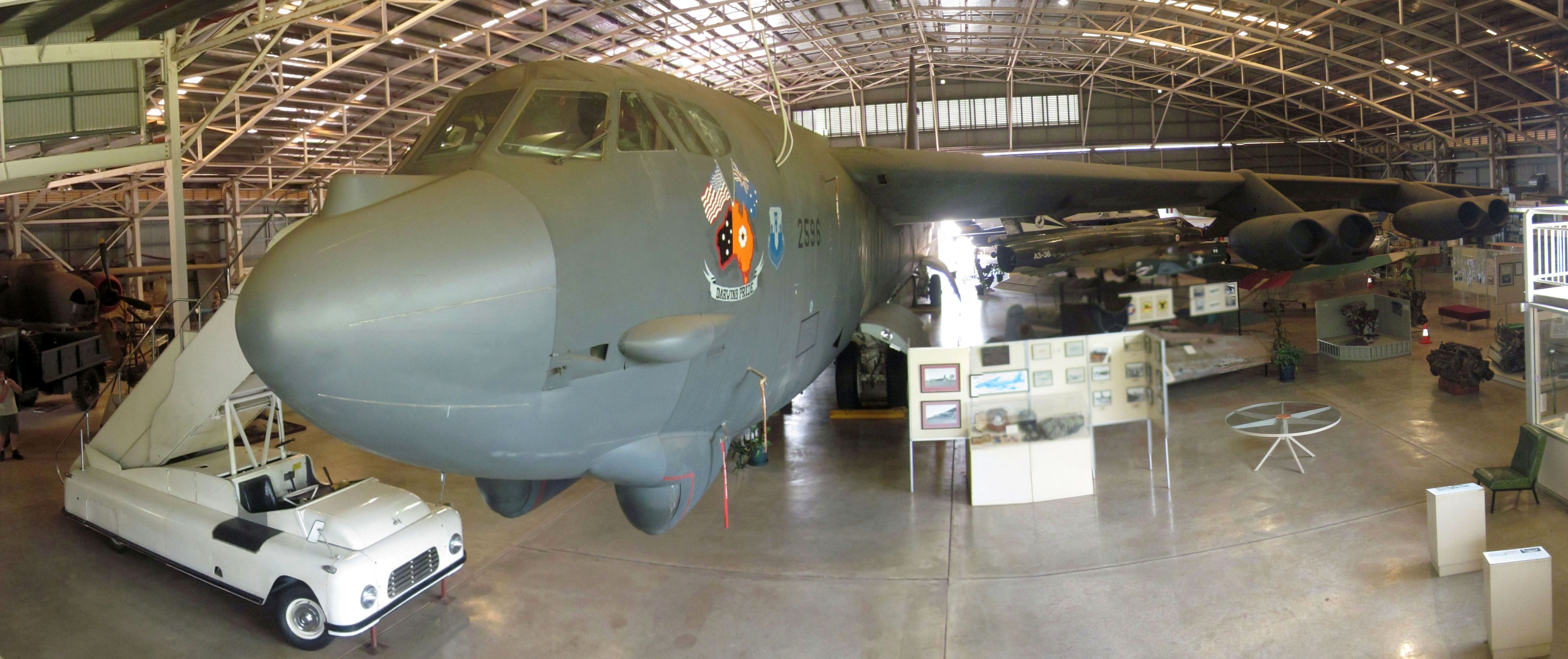
بوئینگ بی-۵۲ استراتوفورترس در مرکز میراث هوایی استرالیا نمایش داده می‌شود

این موزه دارای یک بمب‌افکن بوئینگ بی-۵۲ استراتوفورترس است که بازدیدکنندگان موزه مجاز به وارد شدن و بررسی آن می‌باشند. این موزه در وام پایدار نیروی هوایی ایالات متحده آمریکا است و یکی از دو نمایشگاه عمومی در سطح جهان بیرون از خاک آمریکا است. همچنین یک قطعه بمب مدت‌دار از بمباران راهبردی جنگ جهانی دوم به داروین برای بازدیدکنندگان وجود دارد.

### نمایشگاه هواپیما
- بوئینگ بی-۵۲ استراتوفورترس
- بل ای‌اچ-۱ کبرا
- داسو میراژ ۳
- دی هاویلند تایگرمث
- جنرال داینامیکس اف-۱۱۱سی
- میتسوبیشی زیرو
- نورث امریکن بی-۲۵ میتچل
- ایرکماندر ۵۰۰
- روتان لانگ-ئی‌زد
- سوپرمرین اسپیت‌فایر

### نمایشگاه موتورهای هواپیما
- الیسون جی۳۳
- الیسن وی-۱۷۱۰
- بریستول سنتروس
- رولز-رویس اون
- رولز-رویس درونت
- رولز-رویس مرلین